# Xã Osborne, Quận Sumner, Kansas
Xã Osborne (tiếng Anh: Osborne Township) là một xã thuộc quận Sumner, tiểu bang Kansas, Hoa Kỳ. Năm 2010, dân số của xã này là 257 người.